# 瑞维尼 (瓦兹省)
瑞维尼（法語：Juvignies，法語發音：[ʒyviɲi]）是法国瓦兹省的一个市镇，属于博韦区。

## 地理
瑞维尼（49°31'9"N, 2°5'11"E）面积8.09 平方千米，位于法国上法蘭西大區瓦兹省，该省份为法国北部内陆省份，北起索姆省，西接厄尔省和滨海塞纳省，南至塞纳-马恩省和瓦兹河谷省，东临埃纳省。
与瑞维尼接壤的市镇（或旧市镇、城区）包括：布利库尔、吕希、迈松塞勒圣皮埃尔、米多尔日、皮斯勒、韦尔德雷勒-莱索克斯。

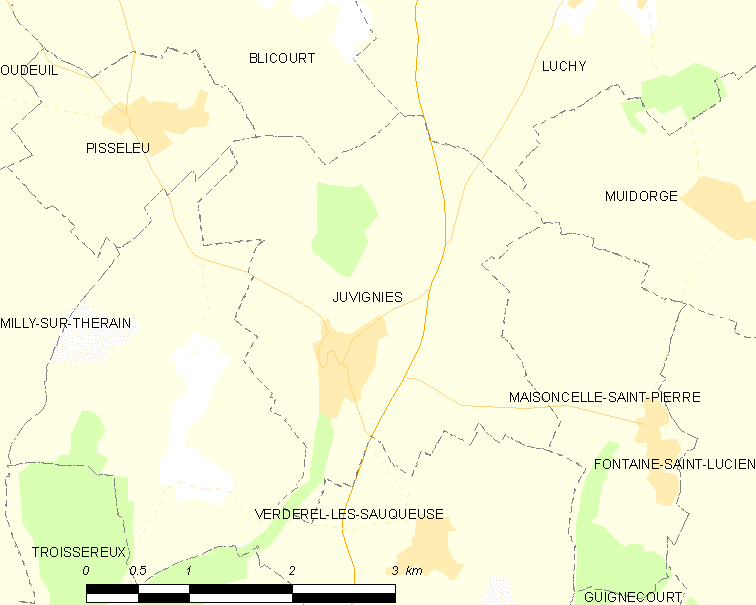
的OSM定位图

瑞维尼的时区为UTC+01:00、UTC+02:00（夏令时）。

## 行政
瑞维尼的邮政编码为60112，INSEE市镇编码为60328。

## 政治
瑞维尼所属的省级选区为穆伊县。

## 人口

1962-2008年间人口变化图示

瑞维尼于2022年1月1日时的人口数量为297人。